# ألدا لارا
ألدا لارا (بالبرتغالية: Alda Lara‏) هي كاتِبة ومؤلفة وشاعرة برتغالية، ولدت في 9 يونيو 1930 في بنغيلا في أنغولا، وتوفيت في 30 يناير 1962 في Cambambe ‏ في أنغولا.